# Козинци
Козинци су насељено мјесто на подручју града Градишка, Република Српска, БиХ. Према попису становништва из 1991. у насељу је живјело 908 становника.

## Спорт
Козинци су сједиште фудбалског клуба Братство.

## Становништво
| Националност       | 1991.        | 1981.        | 1971.        |
| Срби               | 605 (66,62%) | 483 (69,79%) | 336 (68,99%) |
| Хрвати             | 161 (17,73%) | 153 (22,10%) | 149 (30,59%) |
| Муслимани          | 13 (1,43%)   | 3 (0,43%)    | 2 (0,41%)    |
| Југословени        | 85 (9,36%)   | 52 (7,51%)   | 0            |
| остали и непознато | 44 (4,84%)   | 1 (0,14%)    | 0            |
| Укупно             | 908          | 692          | 487          |

| Демографија | Демографија | Демографија |
| Година      | Становника  | Становника  |
| ----------- | ----------- | ----------- |
| 1961.       | 487         |             |
| 1971.       | 487         |             |
| 1981.       | 692         |             |
| 1991.       | 927         |             |